# بنكسية بلخنونية الأوراق
 بنكسية بلخنونية الأوراق (الاسم العلمي:Banksia blechnifolia) هي نوع من النباتات تتبع جنس ال بنكسية من الفصيلة البروطية.